# Żyłka (sztuka)

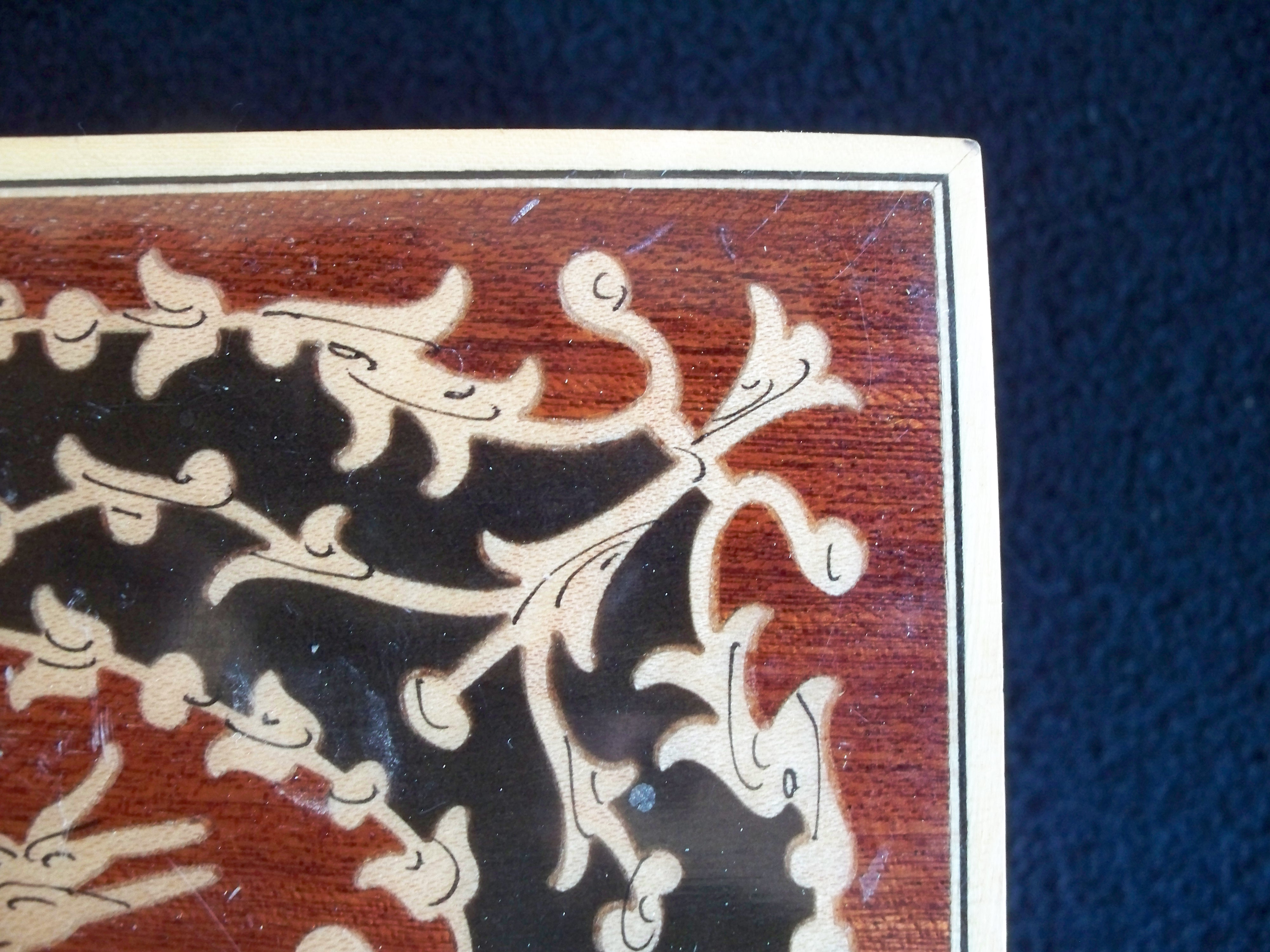
żyłka umiejscowiona na krawędzi wieczka inkrustowanej kasetki

Żyłka – wąski pasek, stosowany w rzemiośle  artystycznym jako motyw zdobniczy. Występuje jako element intarsji i inkrustacji na wyrobach drewnianych i metalowych. Najczęściej stosowany w meblarstwie.